# Cleome glaucescens
Cleome glaucescens là một loài thực vật có hoa trong họ Màng màng. Loài này được DC. mô tả khoa học đầu tiên năm 1824.